# نيوا ماس
نيوا ماس (تنطق بالهولندية: [ˌniu.ə ˈmaːs]، "نهر الماس الجديد") هو فرع نهر الراين، وفرع سابق من نهر الميز، في هولندا مقاطعة جنوب هولندا. يجري من التقاء نهري نهر نورد وليك (نهر)، ويتدفق غرباً عبر روتردام. وينتهي غرب المدينة حيث يلتقي آودا ماس ("الماس القديم")، بالقرب من فلاردينجن، ليشكل هيت سخيور. بعد بضعة أميال، يستمر هيت سخيور باسم NIEUWE Waterweg. ويبلغ الطول الإجمالي لنيوا ماس (باستثناء هيت سخيور) ما يقرب من 24 كيلومتر (15 ميل).